# Palićské jezero

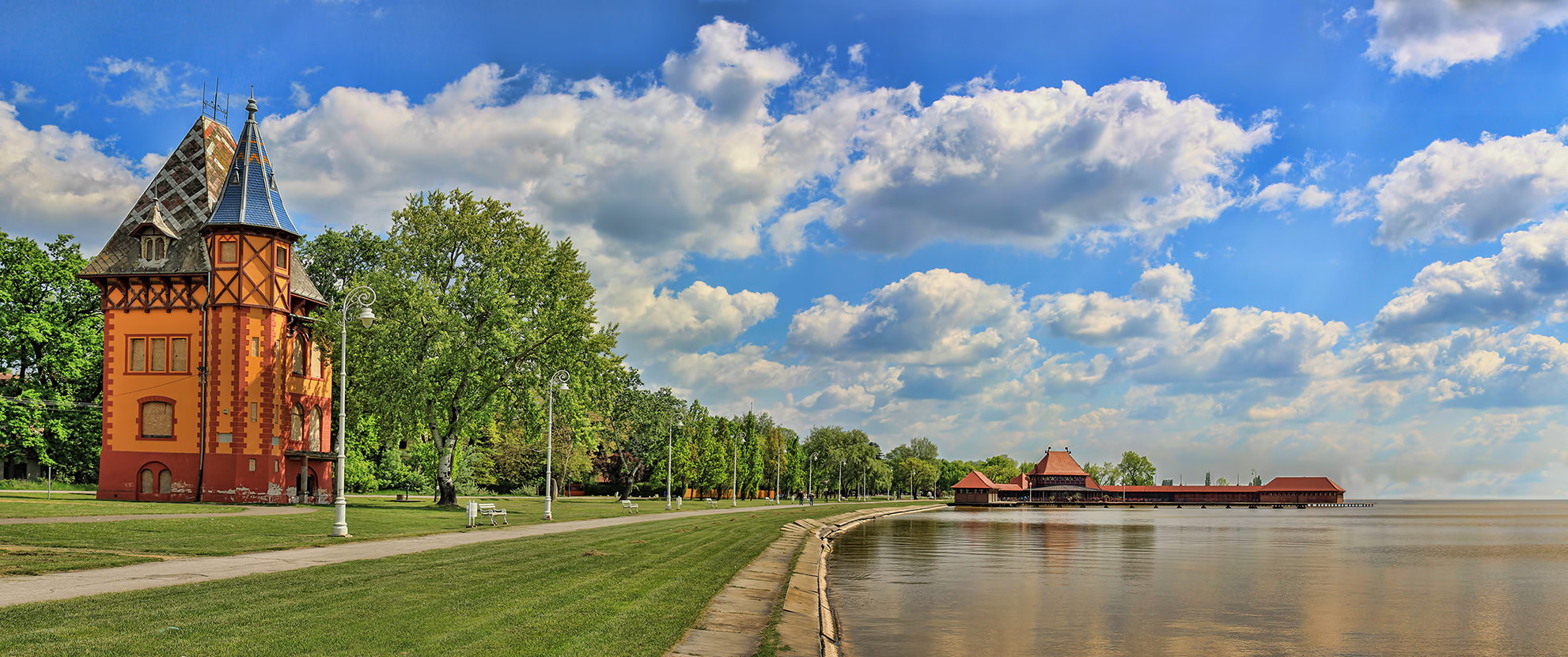
Historická promenáda

Palićské jezero (maďarsky Palicsi-tó, srbsky Палићко језеро/Palićko jezero se nachází na severu Srbska, 8 km východně od města Subotica. Je oblíbeným výletním cílem místního obyvatelstva.
Jeho rozloha činí 3,8 km2 a průměrná hloubka 2 m. Spolu s plážemi zaujímá jezero plochu 4,6 km2. Hloubka jezera dosahuje až 3,5 m. Jsou zde tři písečné pláže. Vyskytují se zde různé druhy ryb. V letních měsících dosahuje teplota vody 18–25 °C. Vítr většinou po jezeře vane ve směru severozápad-jihovýchod. Je součástí chráněného území Přírodní park Palić. Dle legendy vzniklo jezero vylitím slz pastýře Pavla, jiné populární teorie tvrdí, že se jedná o pozůstatek Panonského moře.

## Historie
V 19. století byly odhaleny léčebné účinky vody z místního jezera, což vedlo ke zvýšení popularity destinace v rámci Rakousko-Uherska. V 80. letech 19. století byla zprovozněna železniční trať z Budapešti do Subotice, čímž se množství potenciálních návštěvníků lokality zvýšilo i o obyvatelstvo zbývající části dolních Uher. Roku 1897 sem byla ze Subotice zavedena i tramvajová trať.
Na začátku 70. let 20. století bylo jezero znečištěno, vymřely téměř všechny druhy místních ryb a následně muselo být roku 1971 zcela vysušeno. Byla provedena opatření k ochraně vody před dalším usazováním škodlivých látek. Nové napuštění jezera se uskutečnilo roku 1976. Na přelomu 20. a 21. století však došlo ke značnému znečištění vody opět. Od roku 2007 je jezero a jeho okolí rozvíjeno na základě speciálního plánu.
V okolí jezera se nacházejí různé historické vily z 19. století, které dnes slouží jako luxusní hotely. Od roku 1984 se v blízkosti jezera nachází také termální bazén. V roce 2000 zde byl otevřen hotel Prezident.